# 中華青年会館殺人事件
中華青年会館殺人事件（ちゅうかせいねんかいかんさつじんじけん）とは、1955年（昭和30年）8月17日に起こった中国人留学生殺害に伴う放火、強盗殺人と、それに付随する冤罪事件である。

## 事件の概要
1955年（昭和30年）8月17日の夜、東京都世田谷区玉川中町にあった中国人留学生寮「中華青年会館」で強盗殺人、放火があった。被害者は中央大学商学部に留学していた19歳学生で絞殺されていた。なお、同寮は戦時中に中華民国の日本側傀儡政権であった汪兆銘政権の汪兆銘主席が日本に作った施設が前身である。

## 誤認逮捕および冤罪
警視庁玉川警察署は、まず留学生に金銭が送られて来るのを知っていて、しかも金に困っていたとして台湾出身の夫と日本人妻を逮捕したが、事件に無関係であったことが判明し、釈放した。20日後に警察は直前に寮から出て行った長崎県在住の在日中国人の元法政大学生（当時24歳）を逮捕した。なお彼は8月に大学を学費未納で除籍処分になったばかりだった。警察によれば、動機は帰省するための金銭目的で、被害者を殴り倒して絞殺し、証拠隠滅と逃亡までの時間稼ぎのためにロウソクを点けて火災が発生するように仕向けたというものであった。また自白も得られたことから犯行に間違いないとしていた。
起訴した在日中国人の男に対し検察側は死刑を求刑していたが、1958年2月10日に東京地方裁判所は無罪を言い渡し被告人は釈放された。これは裁判所が自白以外に犯人とする決め手がないうえ、その自白調書も実際の現場の状況と著しく食い違っており任意性が認められなかったというものである。
判決ではその疑問点として、被害者の殴った回数と凶器、放火に使ったロウソクの置き場所、盗んだ財布の隠し場所などである。まず供述では何度も殴ったとしていたが、被害者の遺体には一度しか殴られた痕がなかった。また特に財布の隠し場所は、一回目の現場検証では自供した場所から発見されなかったのに、二回目の検証で何もなかったはずの場所から財布が発見されるという「不思議な現象」が発生しており、判決文ではこの現象を「財布については本事件の謎である」と切って捨てたほどである。また自白では被害者の部屋のカギを東急大井町線の車中から、腕時計を田町駅・浜松町駅の車中から捨てたとしていたが、いずれも発見出来なかった。そのため捜査機関による誘導尋問にひっかかった可能性が高かった。
検察側は控訴したが、東京高等裁判所も1965年11月25日に「自白以外に証拠も無く、その自白には重要な点で矛盾やくい違いが多く真実性が乏しい」として無罪判決を言い渡した。結果として冤罪であったことが確定した。